# Marta Chiner

## Biografía
Marta Violeta Chiner (Valencia, 14 de septiembre de 1976) es una actriz y cantante de profesión española conocida por sus papeles y su gran repertorio en obras teatrales, cinematográficas y series de televisión. En los años noventa inició su formación en diferentes cursos de canto, interpretación y técnica vocal, se introdujo en el conservatorio de Música de Ribarroja para estudiar canto y solfeo y se formó en arte dramático. En el siglo veintiuno, la actriz valenciana aparece como protagonista en las series de  Singles enamora't y Les moreres propias de la cadena valenciana Canal 9.

## Formación
- Titulada en arte dramático. Escuela del Actor (Valencia, 1994-1998).
- Estudio Juan Carlos Corazza (Madrid, 1998-2000).
- Canto y Solfeo en el Conservatorio de Música de Ribarroja (1992-1997).
- Realización de cursos con Mariano Barroso y Jaime Chávarri.
- En 1995 realizó cursos y seminarios de interpretación con Juan Carlos Gené, María Ruiz, entre otros. Con Francisco Kraus Trujillo, Lídia García o Mª José Peris, de canto y técnica vocal. Y finalmente, de locución para la televisión con Mª Teresa Estellés.
- En 1989 participó en distintas óperas y musicales (Turandot (Puccini), La bohème (Leoncavallo), Porgy y Bess, etc).

## Experiencia profesional
| Título                                     | Director/a                                   | Año       |
| ------------------------------------------ | -------------------------------------------- | --------- |
| Por los pelos                              | Santiago Sánchez                             | 2017-2019 |
| Tórtola                                    | Rafael Calatayud                             | 2019      |
| Separeu-vos junts                          | Pepa Miralles                                | 2018      |
| De Sukei a Naima.                          | Gemma Miralles y Cristina                    |           |
| Lügstenmann                                |                                              | 2017      |
| Els viatgers del temps.                    | Xavi Castillo                                | 2017      |
| Mecbeth.                                   | Jaime Pujol                                  | 2016      |
| Trilogia sense primavera                   | Alejandro Tortajada                          | 2016      |
| On collons està Sento?                     | Jaime Pujol y Diego                          |           |
| Braguinski                                 |                                              | 2015      |
| Glen Clous                                 | Laia Cardenas. Microteatro                   | 2014      |
| Cyrano de Bergerac                         | Roberto García                               | 2013-2014 |
| Chao Chochín.                              | Mª José Peris                                | 2013-2014 |
| En conserva.                               | Carles Chiner                                | 2012      |
| Delícies.                                  | Dirección, texto e intérprete. Con I. Munyoz | 2008      |
| Insumisión.                                | Gabi Ochoa                                   | 2008      |
| Musika.                                    | Ximo Vidal                                   | 2005      |
| Cabaret y olé                              | Circuito Café Teatro Valencia                | 2004      |
| Gilda.                                     | Cena espectáculo. Ateneo Mercantil. Valencia | 2004      |
| Infinities.                                | Luca Ronconi.                                | 2003      |
| Victòria cabaret. T. U. Valencia.          | Pep Sanchos                                  | 2003      |
| Infinities.                                | Vicente Genovés                              | 2002      |
| Cielo sin hielo, un cabaret de veleidades. | Circuito Café Teatro Valencia.               | 2002      |
| Tartufo.                                   | Javier Jiménez                               | 2001      |
| Topografía de un desnudo                   | Juan Mandli                                  | 2001      |
| Bodas de sangre, de F. García Lorca.       | Eduard Wilson                                | 1996      |
| Tres a cero.                               | Mario Osmar                                  | 1996      |
| Romeo y Julieta, de W. Shakespeare.        | Jaime Pujol                                  | 1995      |

| Título                             | Tipo                   | Director/Canal de emisión          |
| ---------------------------------- | ---------------------- | ---------------------------------- |
| La que se avecina                  | serie                  | Telecinco                          |
| Wintersun                          | Webserie               | Luis E. Pérez                      |
| Niños robados                      | Miniserie              | Salvador Calvo, Telecinco          |
| Les moreres                        | serie                  | Canal 9                            |
| Cuéntame cómo pasó                 | Serie                  | Agustí Crespi. Televisión Española |
| Bon día, bonica                    | Serie                  | Canal 9                            |
| Crematorio                         | serie                  | Jorge Sánchez-Cabezudo, Canal +    |
| Los misterios de Laura             | serie                  | Televisión Española                |
| Tarracón, el quinto mandamiento    | Miniserie              | Televisión Española                |
| Hospital central                   | Serie                  | Tele 5                             |
| Singles enamora't                  | Serie                  | Canal 9                            |
| Comida para gatos                  | Película               | Carles Pástor                      |
| Evolució                           | Programa de televisión | Canal 9                            |
| Buscando al hombre perfecto        | Película               | J.Font                             |
| Alan muere al final de la película | Película               | Xavier Munich                      |
| Negocis de familia                 | Serie                  | Canal 9                            |
| Electroshock                       | Película               | Juan C. Claver                     |
| Síndrome laboral                   | Película               | Sigfrid Monleón                    |
| El comisario                       | Serie                  | Telecinco                          |

| Título                      | Tipo         | Director/Canal de emisión     |
| --------------------------- | ------------ | ----------------------------- |
| Viva la vida                | Película     | José Luis Berlanga            |
| Mala muerte                 | Largometraje | Vicente Pérez Herrero         |
| Cos mortal                  | Película     | Carles Chiner y Antoni Sendra |
| Atasco en la nacional       | Película     | Josetxo San Mateo             |
| Faltas leves                | Película     | Manuel Valls y Jaume Bayarri  |
| M30                         | Cortometraje | Laura Gascó                   |
| Tiempo azul                 | Cortometraje | Laura Gascó                   |
| Ciencia Ficción             | Cortometraje | Nacho Martínez                |
| La Reunión                  | Película     | Antonio aparicio              |
| Punts de Fuga               | Cortometraje | Antoni Sendra                 |
| Divalarias                  | Cortometraje | Juanjo Cuerda                 |
| Birth, school, work & death | Cortometraje | Gabi Ochoa                    |

## Premios
- Premio a la mejor actriz. Universidad Politécnica de Valencia (2000)